# ادوارد گوشین
ادوارد گوشین (روسی: Эдуард Викторович Гущин؛ ۲۷ ژوئیه ۱۹۴۰ – ۱۴ مارس ۲۰۱۱ (aged 70)) ورزشکار دو و میدانی اهل اتحاد جماهیر شوروی سوسیالیستی بود.
وی در مسابقات کشوری و بین‌المللی در مجموع برندهٔ ۱ مدال برنز شده‌است.